# Wohnhaus Lange Straße 88 (Richtenberg)

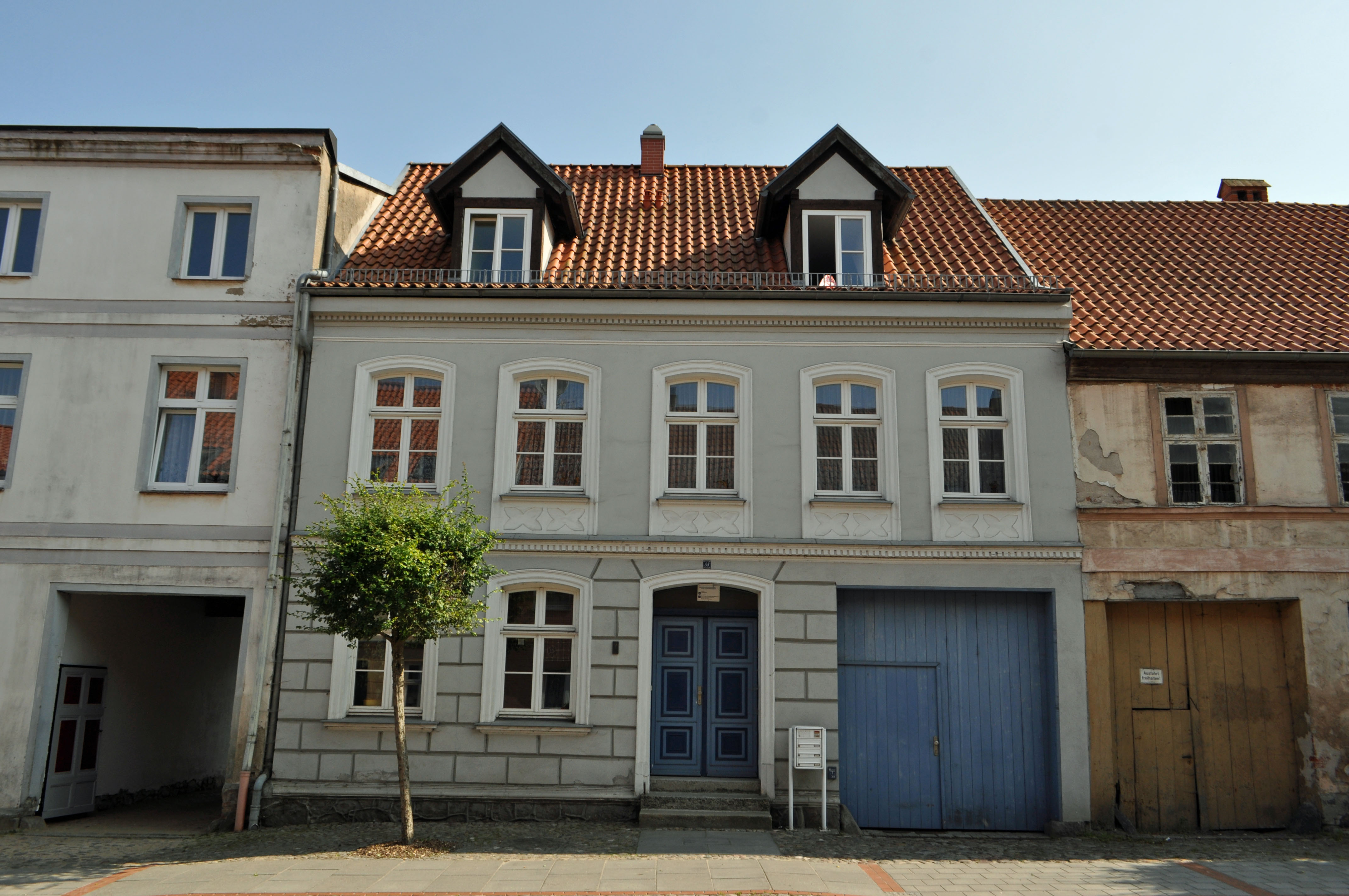
Richtenberg, Lange Straße 88 (2013)

Das Wohnhaus Lange Straße 88 in Richtenberg, Am Markt, stammt aus dem 19. Jahrhundert und steht unter Denkmalschutz.

## Geschichte
Das zweigeschossige Haus mit zwei Zahnfriesen, den Putzspiegeln unter den Fenstern und dem Bossenputz im Erdgeschoss wurde im Rahmen der Städtebauförderung 2000/01 saniert. Das Holztor sowie die frühere Scheune im Hof lassen eine Nutzung durch Ackerbürger vermuten. Die einfache Rückfassade wurde verklinkert.